# Krajková
Krajková (in tedesco Gossengrün) è un comune della Repubblica Ceca facente parte del distretto di Sokolov, nella regione di Karlovy Vary.